# Meu Primeiro Sutiã
Meu Primeiro Sutiã foi um comercial de televisão criado no Brasil em 1987 pela agência W/GGK para a Valisère. O comercial, considerado um clássico e elaborado por Washington Olivetto,  tornou famosa a atriz Patrícia Lucchesi, além de constar no livro "Os 100 Melhores Comerciais de Todos os Tempos", da jornalista americana Bernice Kanner. O comercial inspirou a produção de um curta-metragem, lançado pela Madre Mia Filmes e mostra uma protagonista que é uma garota trans.